# Dunkler Ölbaumtrichterling
Der Dunkle Ölbaumtrichterling (Omphalotus olearius) oder Dunkle Ölbaumpilz ist ein Ständerpilz aus der Familie der Omphalotaceae. Der wissenschaftliche Name bedeutet „genabelter Ohrling“ (= Omphalotus) auf „Ölbaum wachsend“ (= olearius). Der Dunkle Ölbaumpilz ist ein stark wirksamer Giftpilz. Sein Mycel und seine Lamellen zeigen das Phänomen der Biolumineszenz: Sie leuchten im Dunkeln.

## Merkmale

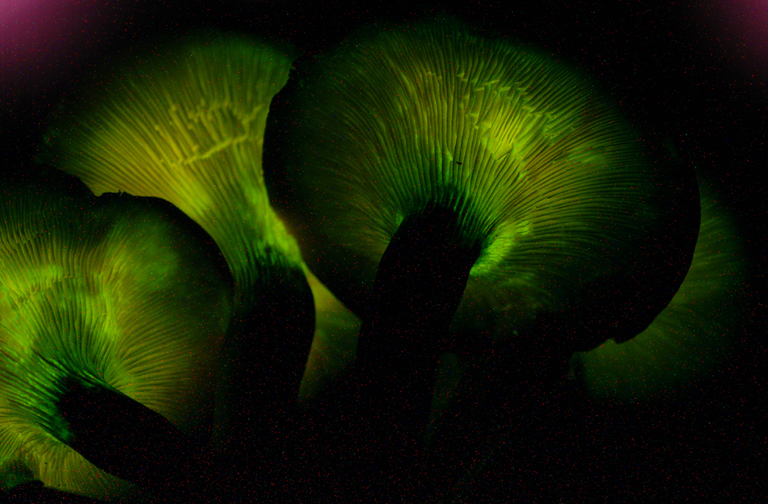
Biolumineszenz: Die Lamellen des Dunklen Ölbaumtrichterlings leuchten im Dunkeln.

Der relativ dünnfleischige Hut ist kräftig orange bis braunorange bzw. braunrötlich gefärbt und nur seltener gelblich und verfärbt grün mit Kalilauge (KOH). Er erreicht einen Durchmesser von fünf bis zwanzig Zentimetern. Der Hut ist zunächst gewölbt, dann flach ausgebreitet und schließlich niedergedrückt oder trichterförmig vertieft, ein zentraler Hutbuckel fehlt. Der Rand ist häufig eingerollt und die Huthaut glatt. Die weit am Stiel herablaufenden, eng stehenden Lamellen sind leuchtend orangegelb gefärbt. Sie leuchten erkennbar bei Dunkelheit, wenn sich die Augen auf Dunkelsehen umgestellt haben. Dieses – Foxfire genannte – Leuchten wird durch das Enzym Luziferase ausgelöst und ist eine Form von Biolumineszenz. Das Funktionsprinzip ähnelt dem des Glühwürmchens. Der zähe Stiel ist wie der Hut gefärbt, fünf bis zwanzig Zentimeter lang und zwei bis fünf Zentimeter dick, ist oft etwas exzentrisch, verjüngt sich manchmal zur Stielbasis hin und seine Oberfläche ist längsfaserig. Das Fleisch ist gelblich bis orange getönt sowie zäh und faserig. Es riecht intensiv aromatisch, hierbei nicht genauer definierbar (zumindest ohne süßliche Komponente) und schmeckt adstringierend. Der Sporenabdruck ist gelblich getönt. Die im Mikroskop farblos-hyalinen, inamyloiden Sporen messen 5,8–7,0(–9,5) x (4,6–)5,3–7(–8,0) µm.

## Artabgrenzung
Sehr ähnlich ist Omphalotus illudens, die zweite in Europa vorkommende Art der Ölbaumpilze, die aus Nordamerika beschrieben wurde, aber auf beiden Kontinenten heimisch ist. Makroskopisch sind sich beide äußerst ähnlich. Omphalotus illudens ist gelb bis gelborange gefärbt und zeigt keine braunen Töne, die Farbgebung beider Arten überschneidet sich aber, sodass sie nicht immer an der Färbung unterschieden werden können, daneben auch der Dunkle Ölbaumpilz rein gelb sein kann. Eine Unterscheidungsmöglichkeit besteht jedoch in der Ausprägung eines kleinen Buckels oder einer Papille in der Hutmitte von Omphalotus illudens, ein Merkmal, das beim Dunklen Ölbaumpilz (Omphalotus olearius) nicht vorkommt. Anatomisch kann man beide Arten durch die Häufigkeit von lichtbrechenden Hyphen in der Hutdeckschicht unterscheiden. Diese treten bei Omphalotus illudens häufig auf, während sie bei Omphalotus olearius selten sind oder fehlen. Zudem sind die Sporen von Omphalotus illudens kleiner als die von Omphalotus olearius. Deutlich zeigt sich dies im Sporenvolumen, das bei Omphalotus olearius fast doppelt so groß ist als bei Omphalotus illudens. Auch genetisch lassen sich beide Arten sehr gut z. B. mit Hilfe der Barcoding-Region ITS der rDNA unterscheiden.
Omphalotus subilludens kommt nur in Nordamerika vor und kann daher in Europa nicht mit dem Dunklen Ölbaumpilz verwechselt werden.
Wo er gemeinsam mit dem Pfifferling im gleichen Habitat vorkommt, ist er für Laien leicht mit ihm verwechselbar. Während der Pfifferling blassgelb bis dottergelb ist, ist der Ölbaumtrichterling eher orangegelb bis orangerot. Allerdings wächst der Ölbaumpilz immer auf Holz, der Pfifferling immer auf dem Erdboden; ebenso der ähnliche Fuchsige Rötelritterling.

## Ökologie und Phänologie
Der Dunkle Ölbaumtrichterling lebt parasitisch oder saprobiontisch an Laubbäumen. Er wächst meist büschelig an Ölbäumen, manchmal auch an Eichen oder Edelkastanien. Der Pilz erscheint von Juli bis Oktober.

## Verbreitung
Der wärmeliebende Dunkle Ölbaumtrichterling ist im Mittelmeerraum weit verbreitet und ziemlich häufig, in Mitteleuropa sehr selten, kommt jedoch auch in Großbritannien vor. Er ist südlicher verbreitet als sein Doppelgänger, Omphalotus illudens, der auch nördlich der Alpen z. B. in Deutschland (Baden-Württemberg, Saarland, Rheinland-Pfalz, Hessen und Sachsen) vorkommt.

## Systematik
Die verwandtschaftliche Stellung der Gattung der Ölbaumpilze (Omphalotus) und damit auch des Dunklen Ölbaumpilzes wurde lange Zeit dem Habitus folgend bei den Ritterlingsverwandten (Tricholomataceae) innerhalb der Champignonartigen (Agaricales) vermutet. Später nahm man an, dass es sich um Vertreter der Dickröhrlingsartigen (Boletales) und hier der Kremplingsverwandten (Paxillaceae) handelt, da im Dunklen Ölbaumpilz (Omphalotus olearius) und in Omphalotus illudens neben Telephorsäure auch für Dickröhrlingsartige typische Pigmente wie Atromentin, Atromentinsäure, Xerocomsäure, Variegatsäure oder Gyroporin nachgewiesen wurden. So ist Atromentin eines der Leitpigmente des Samtfuß-Kremplings, der früher ebenfalls zu den Kremplingsverwandten gezählt wurde, heute jedoch als Teil der Familie der Holzkremplingsverwandten (Tapinellaceae, Tapinellinaeae) innerhalb der Dickröhrlingsartigen gesehen wird.
Neuere genetische Studien zeigen hingegen, dass der Dunkle Ölbaumpilz trotz der für Dickröhrlingsartige typischen Pigmente doch zur Ordnung der Champignonartigen (Agaricales) gehört, hier aber nicht in die Familie der Ritterlingsverwandten, sondern zusammen mit rüblings- bis schwindlingsartigen Pilzgattungen wie z. B. den Rosasporrüblingen (Rhodocollybia), Blasssporrüblingen (Gymnopus) oder Zwergschwindlingen (Marasmiellus) in der eigenen Familie der Omphalotaceae steht.
Innerhalb der Gattung Omphalotus sind die nächst verwandten Arten Omphalotus japonicus, O. olivascens und der Australische Geisterpilz (Omphalotus nidiformis). Sie bilden zusammen mit Omphalotus subilludens, eine Art, die verwandtschaftlich etwas weiter entfernt steht, die Omphalotus-olearius-Klade.
Omphalotus illudens ist, obwohl sehr ähnlich, nicht näher mit dem Dunklen Ölbaumpilz verwandt und bildet zusammen mit Omphalotus mexicanus eine eigene Klade. Hierbei zeigt sich, dass nordamerikanische und europäische Kollektionen von Omphalotus illudens genetisch in Bezug auf die bisher untersuchten Bereiche der DNA nicht unterscheidbar sind. Die Abgrenzung von Omphalotus illudens vom Dunklen Ölbaumpilz auf Artebene ist damit aber genetisch gesehen völlig unzweifelhaft.

## Inhaltsstoffe
Er bildet aus der Ausgangssubstanz Δ-6 Protoilluden viele weitere Sesquiterpene wie z. B. die Illudine A, B, C, D, E, M, S, das Dihydro-Illudin M, das 4α-Hydrocyhydro-Illudin, die Illudacetal-Säure, das Illudaneol, die Illudalsäure, das Illudosin, das Illudiolon, das Illudoson-Halbacetal, das Illudol, das Neoilludol, das Isoomphadiolon, das Illudinin oder das Omphadiol. In der Schwesterart Omphalotus illudens wurden ebenfalls Sesquiterpene wie das Illudoson-Halbacetal, das Illudiolon, das Isoomphadion oder das Omphadiol nachgewiesen. Die Giftigkeit des Dunklen Ölbaumpilzes geht auf Sesquiterpene wie das Illudin S und weitere Toxine wie z. B. das Lunamycin oder das Lampterol zurück, welche er ebenfalls enthält. Das Lunamycin soll tumorhemmende Wirkung zeigen. Ebenso zeigen Illudine wie das Illudin S oder das Illudin M ebenfalls tumorhemmende Wirkung.
Der Dunkle Ölbaumpilz enthält u. a. die Pigmente  Atromentin, Atromentinsäure, Thelephorsäure, Xerocomsäure, Variegatsäure und Gyroporin.

## Giftigkeit
Der Dunkle Ölbaumtrichterling ist sehr giftig, wenn auch nicht tödlich giftig. Ein bis drei Stunden nach der Pilzmahlzeit wird über das Auftreten von bitterem Mundgeschmack, Kopfschmerzen, Schwitzen, Übelkeit, Erbrechen und Bauchkrämpfen berichtet, während  Durchfall weniger häufig auftritt. Die Erholung von der Symptomatik erfolgt nach Berichten mal relativ schnell (nach vier Stunden), mal hält die Vergiftung auch bis zu fünf Tage an. Als auslösende Toxine stehen die Illudine M und S sowie das Lampterol und das Lunamycin unter Verdacht, wobei weitere, wirksame Toxine nicht ausgeschlossen werden.